# Guerra em Uganda (1986–1994)
A Guerra em Uganda  (1986 e 1994) foi uma guerra civil em que grupos rebeldes enfrentaram as forças do governo do presidente Yoweri Museveni. A maior parte dos combates ocorreu nas regiões norte e leste do país, embora as regiões oeste e central também tenham sido afetadas. As facções insurgentes mais importantes foram o Exército Democrático do Povo de Uganda (Uganda People's Democratic Army, UPDA), o Exército do Povo de Uganda (Uganda People's Army, UPA), o Movimento do Espírito Santo de Alice Auma (Holy Spirit Movement, HSM) e o exército de Joseph Kony (que mais tarde se tornou o Exército de Resistência do Senhor). Várias facções rebeldes menores e grupos dissidentes dos movimentos maiores travaram suas próprias campanhas; os rebeldes frequentemente entraram em confronto uns com os outros. Todos os beligerantes, incluindo o governo, alvejaram civis e cometeram violações dos direitos humanos. Durante os combates que envolveram dezenas de milhares de soldados, o governo de  Uganda foi capaz de derrotar gradualmente ou conter a maioria das facções rebeldes. As operações no norte e no leste causaram grande destruição e resultaram em muitas vítimas civis.
Em 1994, o HSM e o UPDA se desintegraram. O UPA foi reduzido a pequenos grupos dissidentes; Joseph Kony e suas forças foram enfraquecidos. No entanto, a situação em toda a região mudou drasticamente naquele ano, quando potências externas intervieram e começaram a financiar insurgências para derrubar Museveni. Paralelamente, Uganda foi arrastada para conflitos transfronteiriços no Zaire e no Sudão. Esses acontecimentos resultaram no ressurgimento da atividade insurgente no norte de Uganda. Vários grupos que surgiram durante o conflito de 1986-1994, incluindo o Exército de Resistência do Senhor de Kony, continuam ativos, e os confrontos prosseguem até os dias atuais.

## Antecedentes
Após sua independência em 1962, Uganda caiu sob uma sucessão de regimes autoritários, sofreu crises econômicas e passou por vários conflitos militares. Em 1979, o presidente de Uganda, Idi Amin, foi deposto durante a Guerra Uganda-Tanzânia, seguido pelo retorno ao poder pelo ex-presidente Milton Obote.  Partes do exército ugandense de Amin e vários grupos anti-Obote consequentemente lançaram rebeliões, resultando na altamente destrutiva Guerra Civil de Uganda. Obote foi deposto por elementos de seu exército, o Exército de Libertação Nacional de Uganda (Uganda National Liberation Army, UNLA), em 1985, resultando na formação de um regime liderado por Tito Okello. Embora a nova liderança militar tenha conseguido convencer alguns grupos rebeldes a se juntarem a um governo de coalizão, um grupo rebelde se opôs veementemente ao acordo. Liderado por Yoweri Museveni, o Movimento de Resistência Nacional (National Resistance Movement, NRM) e seu braço armado, o Exército de Resistência Nacional (National Resistance Army, NRA), pretendiam alcançar uma vitória militar completa e explorar o caos após a queda de Obote para tomar grandes áreas do sudoeste de Uganda.  O NRA incluiu um grande número de tutsis étnicos que pertenciam a famílias de refugiados ruandeses.  Como resultado da pressão internacional, o NRM assinou o "Acordo de Nairóbi", um tratado de paz negociado sob a supervisão do presidente do Quênia, Daniel arap Moi, em 17 de dezembro de 1985.
O NRA rapidamente renegou sua promessa, rompendo a trégua com o governo de Okello ao lançar várias operações ofensivas bem-sucedidas. O presidente Moi considerou o fracasso do NRM em manter o tratado como um insulto pessoal, e, consequentemente, desenvolveu um profundo ressentimento em relação ao NRM em geral e a Museveni em particular.  Depois de derrotar o UNLA e seus aliados em uma série de grandes batalhas, o NRA conquistou a capital ugandense, Kampala, em janeiro de 1986. Museveni foi declarado como novo presidente do país e o NRA se tornou o novo exército nacional. O governo de coalizão de Okello posteriormente colapsou.  Independentemente disso, o UNLA continuou sua resistência no leste e no norte de Uganda.  Os oficiais do UNLA apelaram aos civis no norte para pegarem em armas e se unirem à sua causa, alegando que o NRA mataria a todos. Caso os voluntários não surgissem, os civis eram simplesmente presos e recrutados à força. O NRA derrotou as unidades remanescentes do UNLA em março de 1986, quando estas se desintegraram totalmente. Muitos combatentes do UNLA não se renderam, porém, mas esconderam seu armamento. Vários oficiais superiores do UNLA também se retiraram para o Sudão, levando armas e recrutas para continuar a guerra. 
Além disso, muitas pessoas no norte e no leste de Uganda desconfiavam do NRA.  O UNLA e as forças aliadas, principalmente das etnias acholis e langis do norte, cometeram muitos crimes de guerra no sul durante a Guerra Civil. Os nortistas temiam que o NRA pudesse empreender uma vingança brutal sobre a população do norte. Na verdade, o NRM e o NRA aumentaram essas preocupações através de suas declarações, tradições e propaganda. A liderança do NRM / NRA ocasionalmente usou retórica racista em relação aos seus oponentes do norte durante a Guerra Civil. Muitos sulistas, incluindo membros do NRM / NRA, consideravam os nortistas primitivos e até mesmo os consideravam estrangeiros não ugandenses. Apesar das condenações oficiais pelo governo recém-formado de Museveni, a ascensão do NRM resultou em casos de maus-tratos e assassinatos dos nortistas no sul.  Por sua vez, muitos acholis tornaram-se rancorosos por Museveni ter renegado o Acordo de Nairóbi e derrubado Tito Okello, que havia sido o primeiro presidente de etnia acholi do país. 

## História

### Instabilidade crescente

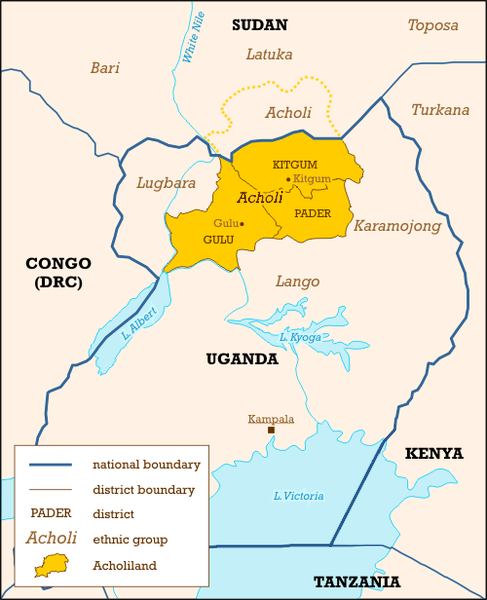
Acholiland, uma das áreas mais afetadas pela guerra desde 1986.

Nos meses antes e depois da captura de Kampala, o NRA expandiu enormemente em tamanho, recrutando milhares de novas tropas, bem como tropas desertadas anteriormente leais ao UNLA e outras facções militantes. Em alguns casos, unidades inteiras foram simplesmente renomeadas e então integradas ao NRA, até mesmo mantendo seus comandantes.  Durante grande parte da Guerra Civil, o NRA manteve padrões relativamente altos de disciplina, treinamento e doutrinação,  mas a expansão em massa resultou em se tornar uma força muito mais heterogênea. Isso afetou gravemente o NRA, uma vez que começou a garantir o território capturado do UNLA no leste e norte de Uganda. 
Após o colapso total do UNLA em março de 1986, o NRA iniciou operações de contra-insurgência para eliminar grupos que se recusaram a depor as armas. No início, o NRA encontrou pouca oposição em antigos centros do UNLA, como Acholiland e Teso. Muitos moradores locais ficaram surpreendidos que os soldados do NRA se comportaram relativamente bem, e muitos ex-soldados da UNLA se sentiram seguros o suficiente para voltar para suas casas.  O NRA também encontrou pouca resistência na região do Nilo Ocidental, no noroeste de Uganda. Cansados da guerra constante, os anciãos locais convenceram a maioria dos militantes locais a se renderem pacificamente e a cooperar com o governo de Museveni.  Um grupo armado do Nilo Ocidental, a Frente de Resgate Nacional de Uganda (Uganda National Rescue Front, UNRF (I)), chegou a concordar com um acordo favorável com o NRM, integrando seus combatentes ao NRA.
No entanto, a situação começou a se deteriorar rapidamente no norte por vários motivos: Acholiland e Teso eram fortemente dependentes do UNLA, pois as regiões eram pobres e os salários dos soldados sustentavam as economias das regiões. Como a maioria dos soldados do UNLA perderam seus empregos, as regiões vivenciaram o caos econômico.  Além disso, o governo do NRM decidiu desmantelar muitas milícias locais que protegiam as comunidades contra salteadores de gado, principalmente grupos Karamojong. O NRM temia que os grupos de autodefesa pudessem se transformar em rebeldes.  Sem a ajuda das milícias, o NRA mostrou-se incapaz de manter as incursões sob controle, resultando na devastação das comunidades pastoris do norte e do leste.  Muitos veteranos desmobilizados do UNLA também não estavam mais dispostos a trabalhar como camponeses e se integrar na vida civil, em vez disso se voltaram para o banditismo e agravaram a instabilidade econômica. O NRM tentou cooptar a liderança local no norte e no leste por meio de um sistema descentralizado de administração local, usando "conselhos de resistência". No entanto, as elites locais perderam factualmente seu antigo poder no novo governo dominado pelo NRM.  Isso levou muitos a se retirarem para as áreas rurais, onde espalharam suas crenças e queixas. 
Uma das primeiras insurgências emergiu em Teso durante este tempo. Já em janeiro de 1986, os líderes locais se prepararam para um levante. Liderados por Nelson Omwero e Charles Korokoto,  eles organizaram um grupo rebelde conhecido como "Force Obote Back Army"  ou "Force Obote Back Again" (FOBA).  No entanto, o FOBA rapidamente começou a perder o apoio popular e a se fragmentar após o início de seu levante. 
Diante do agravamento das condições de segurança devido a ataques latentes de militantes e banditismo, as guarnições do NRA nos distritos de Gulu, Kitgum e Teso tornaram-se cada vez mais repressivas. Uma unidade do NRA, o 35.º Batalhão, manchou particularmente sua reputação por meio do comportamento excessivo, como prisões arbitrárias e tortura de civis. O 35.º Batalhão foi uma das unidades formadas principalmente por combatentes não pertencentes ao NRA, neste caso antigos rebeldes do Movimento da Liberdade de Uganda (Uganda Freedom Movement, UFM).  Além das tropas indisciplinadas, as tropas étnicas tutsis no NRA - que haviam sofrido discriminação e pogroms no passado - também se mostraram propensas à violência excessiva.  O comportamento cada vez mais brutal do NRA ampliou o fosso existente entre o governo do NRM e os nortistas. Quando o governo ordenou que todos os antigos soldados do UNLA relatassem e entregassem suas armas ao NRA em maio de 1986, os moradores locais acreditaram que se tratava de um estratagema para massacrar todas as forças do antigo UNLA. O tom do anúncio pelo rádio da ordem de desarmamento foi "amplamente" percebido como ameaçador, causando mais inquietação. O NRA então lançou uma campanha de coleta de armas em Acholiland, porém muitos soldados indisciplinados do NRA aproveitaram a oportunidade para assediar e roubar os moradores locais, alegando recuperar tudo o que foi "roubado" do sul de Uganda durante a Guerra Civil. A escala dos abusos foi sem precedentes na área, mesmo em comparação com a situação nos regimes anteriores. Este último frequentemente maltratava as elites locais e os habitantes da cidade, mas deixava os pobres e os camponeses em sua maior parte em paz. Um número crescente de antigos soldados do UNLA também foram presos por suspeitas de posse de armas ou atividades antigovernamentais.  A maioria dos ex-combatentes consequentemente optou por fugir para a selva ao invés de seguir a ordem, fornecendo recrutas para grupos rebeldes emergentes.  O ex-brigadeiro Justine Odong Latek organizou uma reunião de antigos soldados do UNLA de Koch-Goma e começou a planejar um levante.  Em julho de 1986, cerca de três quartos da força policial foram dispensados, alimentando temores de que o governo do NRM pretendesse punir todos aqueles que trabalharam para as antigas forças de segurança. 

### Escalada no norte
Em maio de 1986, ex-membros exilados do UNLA liderados pelo Brigadeiro Odong Latek organizaram um grupo rebelde em Nimule, Sudão.  Foi denominado "Exército Democrático do Povo de Uganda" (Uganda People's Democratic Army, UPDA), enquanto sua ala política foi denominada "Movimento Democrático do Povo de Uganda" (Uganda People's Democratic Movement, UPDM). A ala política foi liderada por Eric Otema-Allimadi, ex-primeiro-ministro do governo Obote.  O grupo inicialmente permaneceu no sul do Sudão, tolerado pelo governo sudanês.  É questionável se o grupo recebeu apoio real da liderança sudanesa.  De acordo com a jornalista Caroline Lamwaka, o UPDA não foi diretamente apoiado pelo governo sudanês, mas foi capaz de comprar armas e munições de fontes sudanesas, incluindo as Forças Armadas Sudanesas.  O UPDA foi organizado em oito brigadas, todas chefiadas por ex-oficiais do UNLA de etnia acholi; cada brigada foi designada para uma área no norte de Uganda. Os oito oficiais começaram então a reunir tropas dentro e fora de Uganda.  Logo começou a entrar em conflito com outro grupo insurgente, o Exército de Libertação do Povo do Sudão (Sudan People's Liberation Army, SPLA). Isso motivou o UPDA a retornar a Uganda. 
O UPDA lançou sua primeira ofensiva em Uganda em 16 de agosto de 1986, começando com vários levantes e emboscadas no distrito de Kitgum.  Na época, o grupo tinha dezenas de milhares de pessoas,  mas criticamente carente de armas e munições.  O grupo obteve uma série de vitórias iniciais,  mais notavelmente capturando a cidade de Pece.  No entanto, um ataque de 3.000 a 4.000 militantes do UPDA na cidade fronteiriça de Bibia não conseguiu derrotar a guarnição do NRA. Os rebeldes recuaram após sofrer cerca de 200 baixas. Outra coluna do UPDA continuou seu avanço, com a intenção de tomar Gulu para abrir um caminho para um eventual ataque a Kampala. Os insurgentes encontraram resistência em Namokora, mantida pelo infame 35.º Batalhão, e foram repelidos em 28 de agosto. O UPDA renovou seu ataque em 14 de setembro, sobrepujando os defensores e forçando o 35.º Batalhão a recuar apressadamente para Kitgum. No entanto, os rebeldes se mostraram incapazes de capitalizar esse sucesso, já que o NRA continuou a controlar as cidades restantes do norte. O UPDA foi, portanto, forçado a operar como insurgência rural, inicialmente contando com o apoio da população acholi local. No entanto, o UPDA mostrou-se indisciplinado  e tão propenso à violência e saques quanto o NRA.  Gradualmente perdeu o apoio civil e a coesão; sua habilidade de combate diminuiu progressivamente durante os meses seguintes. Enquanto isso, as unidades do NRA, incluindo o 35.º Batalhão, continuaram as operações de contra-insurgência brutais para conter o levante.  As tropas do governo recorreram a incêndios de casas, saques de alimentos, estupros e assassinatos de civis para aterrorizá-los até a submissão.
Uma rebelião separada eclodiu em Acholiland em 6 de agosto de 1986, quando uma médium espiritual feminina chamada Alice Auma declarou que o espírito "Lakwena" a havia ordenado que travasse uma guerra contra o governo do NRM e a feitiçaria. Neste ponto, Auma já estava ativa como curandeira em Opit desde maio de 1985 e obteve algum reconhecimento regional. No início, seu pai Severino Lukoya também desempenhou um papel no nascente Movimento do Espírito Santo (Holy Spirit Movement, HSM). Depois que ele tentou assumir uma função hegemônica, Auma o mandou embora de Opit e consolidou seu papel central. Sua rebelião propriamente dita começou quando Auma encontrou um grupo de rebeldes do UPDA que, de acordo com diferentes relatos dos eventos, ou a atacaram ou a sequestraram. Em seguida, ela impressionou os rebeldes por meio de uma exibição de seus poderes - seu pai alegou que ela realizou um milagre - e pediram-lhe ajuda na guerra contra o NRA.  Consequentemente, Auma organizou a "Força Móvel do Espírito Santo" (Holy Spirit Mobile Force, HSMF) como o braço armado do HSM com oitenta ex-membros do UNLA e ex-combatentes do UPDA que acreditaram em seus ensinamentos messiânicos. Auma provou ser uma líder carismática;  o historiador Richard J. Reid a descreveu como "autoproclamada profetisa".  Inicialmente, ela encontrou forte ceticismo de potenciais seguidores armados, que duvidavam que uma mulher pudesse liderá-los em combate. Em tais situações, "Lakwena" possuía Auma e declarava que ela havia sido escolhida intencionalmente como líder rebelde porque as mulheres eram oprimidas na África. 
Auma foi capaz de organizar um grupo rebelde altamente centralizado, afirmando que o HSM era liderado e apoiado por espíritos.  No geral, Auma afirmou que 140.000 espíritos foram enviados por Deus para ajudar e proteger seu exército; esses espíritos tinham empregos, variando de deveres militares a civis. Em combate, os espíritos deveriam proteger os combatentes do HSM das balas, e caso um combatente fosse morto, voltaria a se juntar à comunidade tornando-se outro espírito. O pesquisador Heike Behrend descreveu isso como uma forma de "culto aos ancestrais". Além dos espíritos regulares, havia espíritos especiais que formavam o alto comando do HSM - eles tinham personalidades diferentes e possuíam Auma quando surgisse a necessidade. "Lakwena" ("mensageiro" ou "apóstolo" em acholi) era o espírito de um italiano piedoso que se afogou no Nilo; ele atuou como comandante-chefe. Seu adjunto era a agressiva espírito árabe feminina "Miriam".  Além disso, havia muitos subcomandantes espirituais chefiando várias seções do HSM. Por exemplo, o espírito chinês ou norte-coreano "Ching Poh" era responsável pelas armas e também pelo transporte.  Como os comandantes espirituais agiram por meio de Auma, ela foi capaz de manter o controle firme sobre seu exército. A crença no apoio sobrenatural proporcionou ao Movimento do Espírito Santo coesão e uma ideologia atraente que integrou o Cristianismo aos sistemas de crenças heterodoxas locais. Além disso, Auma implementou disciplina draconiana e um código de conduta rigoroso, organizando uma polícia militar e grupos de logística para aplicá-los e manter o HSM bem organizado.  O HSM geralmente usava ataques com ondas humanas que obtiveram sucesso quando encontravam inimigos menos treinados, mas muitas vezes falharam catastroficamente contra inimigos bem armados.  Além disso, o HSM também aterrorizou civis por meio de pilhagem e assassinatos, apesar de suas políticas oficiais. 
O grupo de Auma não foi o único grupo militante espiritual no norte. Outros também surgiram nessa época. Um era liderado por outro autoproclamado curandeiro, Joseph Kony.  Ele e Auma entraram em contato depois que ela começou sua insurgência e formaram uma aliança. No entanto, essa união se desfez depois que Auma humilhou Kony. Este último, consequentemente tornou-se seu rival e saiu com seus partidários, bem como alguns dissidentes do HSM.  Inicialmente, ele também chamou sua força de "Movimento do Espírito Santo", mas posteriormente a renomeou repetidamente para "Exército Unido da Salvação Sagrada", "Exército Cristão Democrático Popular"  e "Exército Cristão Democrático Unido". O grupo de Kony operava principalmente no distrito de Gulu.  Além disso, existia um "Movimento do Espírito Santo" liderado por Philip Ojuk em Anaka no distrito de Kitgum,  e o "Movimento Divino Unido de Uganda" (United Uganda Godly Movement, UUGM) de Otunu Lukonyomoi.  Os outros grupos espirituais inicialmente permaneceram muito mais fracos do que o de Auma, com o grupo de Kony sendo descrito como uma "gangue armada" em vez de uma facção rebelde real. 

### A cruzada do HSM e o surgimento do UPA

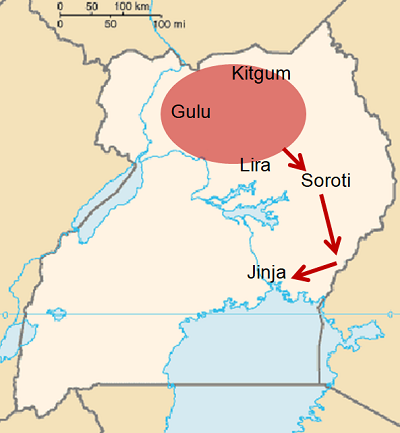
A área aproximada de operações do Movimento do Espírito Santo de 1986 a 1987 (sombreado em vermelho) e sua marcha posterior para o sul (setas vermelhas).

O HSM iniciou suas operações com um ataque malsucedido a Gulu em 19 de outubro de 1986. O grupo, consequentemente, deslocou-se para Kitgum, onde se uniu à 70.ª Brigada do UPDA. Depois de se mudar para a área de Kitgum, o HSM lançou seu próximo ataque contra uma posição do NRA em Camp Kilak em 22 de novembro de 1986. A investida falhou, mas gerou um contra-ataque do governo contra o acampamento de Auma em 26 de novembro. No entanto, o HSM derrotou as tropas atacantes do NRA, aumentando consideravelmente a reputação de Auma. Consequentemente, várias unidades do UPDA desertaram para ela. O HSM atacou em seguida e invadiu Pajule em 25 de dezembro. Os rebeldes então renovaram suas tentativas de capturar o acampamento Kilak. Após combates pesados e apesar de perdas substanciais, o HSM assumiu a posição em 14 de janeiro de 1987. Nesse ponto, o HSM tinha cerca de 7.000 a 10.000 combatentes sólidos e aumentou seus esforços para mobilizar o apoio civil. O comandante do NRA, Fred Rwigyema, respondeu à perda do acampamento Kilak lançando um contra-ataque usando a Brigada Móvel e outras unidades. Esta operação resultou em uma grande derrota do HSM em 18 de janeiro, quando cerca de 350 rebeldes foram mortos em batalha.  Nas operações de contra-insurgência ao HSM, os soldados tutsis do NRA cometeram tantos massacres que o presidente Museveni enviou juízes militares especiais para "conter seu próprio exército" no norte. Um desses juízes foi o futuro presidente ruandês Paul Kagame. 
Apesar da derrota infligida por Rwigyema, o HSM se recuperou rapidamente e lançou novos ataques, desta vez direcionados a Puranga. Os rebeldes capturaram a cidade em 16 de fevereiro. Consequentemente, o HSM se expandiu para o distrito de Lira, recrutando novos combatentes, mas não conseguiu capturar a cidade de Lira. A força principal do HSM posteriormente retornou ao seu santuário em Opit.  Enquanto isso, vários grupos de autodefesa na região de Teso se uniram para se opor ao NRA. Eles formaram o Exército do Povo de Uganda (Uganda People's Army, UPA) e nomearam Peter Otai como líder geral e Francis "Hitler" Eregu como comandante-chefe militar. Outros líderes notáveis do UPA incluíram Musa Ecweru e Nathan Okurut. O UPA se organizou em quatro colunas principais, ao mesmo tempo em que elevava as milícias locais como unidades de apoio. Suas forças geralmente estavam mal armadas, recorrendo a facas e machetes (pangas). O UPA usou a incapacidade do NRA para impedir o abigeato para mobilizar o apoio local e até mesmo espalhar alegações sobre o auxílio do NRA aos salteadores. No entanto, o levante do UPA na verdade piorou as condições locais, à medida que os salteadores de gado exploraram os combates entre o UPA e o NRA para aumentar seus ataques.  Algumas unidades do NRA realmente tomaram parte no abigeato, mas outras alegações sobre a cumplicidade do governo eram falsas. Pelo menos um grupo do UPA reconheceu que o roubo de gado era uma ferramenta útil de propaganda. Assim, um comandante rebelde organizou seus combatentes para realizar incursões e, em seguida, culpar o NRA.
O UPA rapidamente começou a capturar território e tornou-se um grande oponente do governo.  Começou a sitiar a cidade de Soroti.  Desde o início, a liderança oficial do UPA no exílio sob Otai perdeu o controle efetivo de suas forças, com muitos combatentes do UPA e do FOBA operando puramente por razões locais, muitas vezes como bandidos de facto. As revoltas do UPA e do FOBA são conhecidas coletivamente como a "Insurgência em Teso".
No norte, entretanto, o UPDA lutava para manter sua rebelião em andamento. Embora suas tropas tivessem cercado Gulu, causando escassez de vários bens e alimentos,  o grupo havia perdido suas bases de retaguarda. O Sudão expulsou todas as forças do UPDA de seu solo após a invasão de Uganda,  ao mesmo tempo que grupo não conseguiu obter patrocinadores internacionais. Também teve que defender seus territórios capturados, enquanto sofria grandes perdas e um número crescente de deserções. O UPDA foi "sangrado de seus homens e equipamentos" pelo HSM,  à medida que vários grupos de combatentes do UPDA desertaram para a facção de Joseph Kony entre fevereiro e abril de 1987. 

### Colapso do HSM
Por volta de abril de 1987, Auma negociou com o UPDA e o UPA para unir suas forças contra o governo do NRM. Os outros grupos rebeldes recusaram-se a submeterem-se ao HSM, resultando no colapso das negociações e na escalada das tensões entre as facções. As tropas do UPDA começaram a perseguir os combatentes do HSM isolados e Auma respondeu lançando operações que destruíram duas unidades do UPDA perto de Gula e Kitgum. Os combatentes capturados do UPDA que se recusaram a ingressar no HSM foram executados.  O UPDA foi significativamente enfraquecido por esses confrontos com o HSM.  Enquanto os rebeldes lutavam entre si, o NRA aproveitou a oportunidade para atacar a base e o santuário de Auma em Opit em 29 de junho. O HSM foi surpreendido com esta operação e suas defesas estavam desorganizadas. Após apenas uma hora de combate, o HSM teve que abandonar Opit. Uma tentativa de retomar Opit falhou em 4 de julho, seguida pela mudança do HSM para o distrito de Soroti.  Lá, Auma abriu negociações com os sitiadores do UPA em Soroti, mas as hostilidades aumentaram rapidamente. As negociações degeneraram em combates, diante disso o HSM transferiu-se para o distrito de Mbale.  A partir desse ponto, o NRA isolou cada vez mais e destruiu gradativamente o HSM por meio de táticas de contenção. Embora o HSM permanecesse móvel e ainda obtivesse vitórias ocasionais, teve que se deslocar para áreas onde a população local era hostil e o abastecimento tornou-se mais difícil. 
Tendo avançado no distrito de Tororo, o HSM foi cercado e submetido a um fogo pesado de morteiros pelo NRA em 30 de setembro de 1987. O grupo insurgente perdeu cerca de 35% de suas tropas durante esta batalha, incluindo 500 desertores. Auma foi capaz de romper o cerco em 1 de outubro e decidiu marchar contra a cidade de Jinja. Jinja estava localizada em Busoga, no entanto, sua população era extremamente hostil ao HSM e apoiava ativamente as tentativas do NRA de derrotar os rebeldes. Em 25 de outubro, Auma ordenou que suas forças atacassem o quartel Magamaga perto de Jinja. A guarnição do NRA permitiu que os rebeldes entrassem em uma zona de morte antes de abrir fogo. A batalha foi uma grande derrota para o HSM, causando pelo menos 100 mortos e 60 capturados. Isolado e desmotivado, o HSM se desintegrou e seu último grupo coeso foi cercado pelo NRA no dia 28 de outubro. O HSM se dispersou e Auma escapou com alguns seguidores para o Quênia. A maioria dos combatentes remanescentes do HSM retiraram-se novamente para o norte de Uganda, com muitos morrendo de doenças ou sendo mortos pelos habitantes locais hostis no caminho. Vários se juntaram a outras facções insurgentes. Outros se renderam ao governo, ingressando no NRA ou retornando à vida civil. O HSM de Auma foi extinto como força de combate.

### Insurgências no oeste e no centro de Uganda

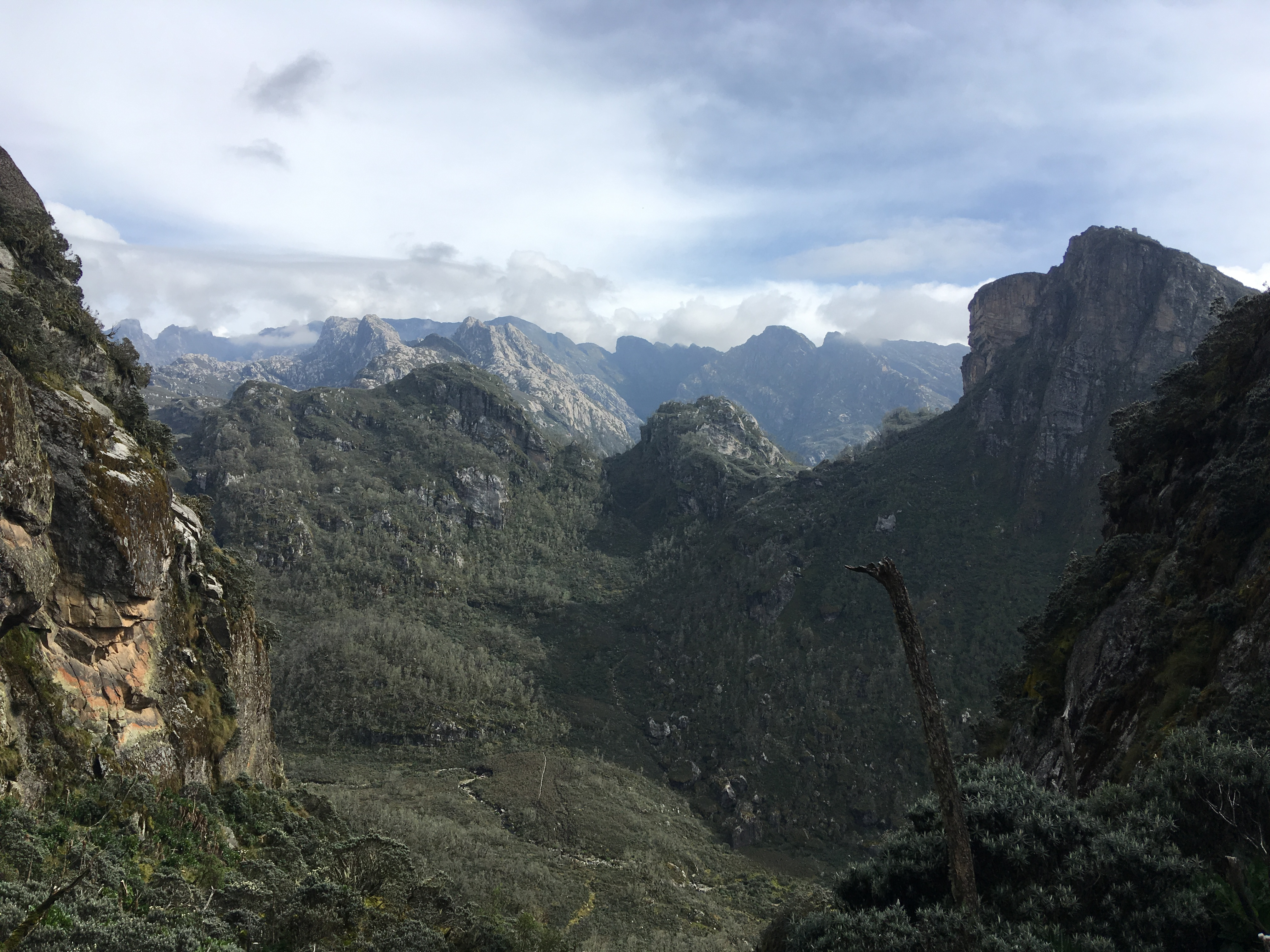
Os Montes Ruwenzori na fronteira Zaire - Uganda abrigavam vários grupos rebeldes.

Enquanto as principais insurreições de 1986/1987 foram localizadas em Acholiland e na região de Teso, insurgências menores também afetaram a região do Nilo Ocidental no noroeste, as áreas da fronteira ocidental e o centro de Uganda.  Os rebeldes ocidentais estavam baseados no Zaire (atual República Democrática do Congo) e supostamente apoiados pelo governo do ditador zairense Mobutu Sese Seko.  Esses grupos não se tornaram uma grande ameaça, no entanto, e o governo do NRM se limitou principalmente a fortalecer as defesas de fronteira e a apresentar protestos periódicos junto ao governo do Zaire.  Uganda também apoiou o Partido de Libertação Congolês (Partie de Liberation Congolaise, PLC), um grupo rebelde anti-Mobutu baseado nos Montes Ruwenzori.
Os rebeldes anti-NRM no oeste incluíam o Exército Nacional para a Libertação de Uganda (National Army for the Liberation of Uganda, NALU) liderado pelo ex-oficial Amon Bazira.  Foi formado por ex-membros do movimento secessionista Rwenzururu  e esteve ativo em torno de 1987.  Bazira conseguiu convencer Mobutu e também o presidente Moi do Quênia a apoiar seu grupo. Esta ajuda permitiu que o NALU crescesse e se tornasse uma "irritação" para o governo de Museveni, embora o grupo carecesse do apoio popular que o antigo movimento Rwenzururu tinha desfrutado.  A Frente do Banco do Nilo Ocidental (West Nile Bank Front, WNBF) liderada por Juma Oris esteve ativa por um curto período em 1988, antes de ficar dormente até meados da década de 1990.  O ex-presidente Idi Amin, nativo do Nilo Ocidental, tentou sem êxito organizar uma invasão rebelde em Uganda a partir do Zaire em 1989, mas foi preso pelas forças de segurança zairenses e posteriormente retornou ao exílio na Arábia Saudita. Em 1990, rebeldes supostamente associados ao Antigo Exército Nacional de Uganda (Former Uganda National Army, FUNA) lançaram raides a partir do Zaire ao Nilo Ocidental.  No mesmo ano, soldados das Forças Armadas Sudanesas e rebeldes do "grupo Idi Amin" atacaram uma companhia do NRA no noroeste de Uganda, forçando-a a recuar após três investidas. Consequentemente, Museveni encontrou-se com o chargé d'affaires sudanês Al-Sharaf Ahmad e o adido militar Brigadeiro Moses Abd al-Rahim, exigindo consequências, incluindo a remoção dos rebeldes ugandenses do solo sudanês. Este adido militar sudanês respondeu que o ataque tinha sido um erro de um comandante local e não refletia a hostilidade do governo sudanês, que pretendia manter boas relações com Uganda.
Em 1988, o Exército Federal de Uganda (Uganda Federal Army, UFA) tornou-se ativo. Sua primeira ação foi um  atentado a bomba em Kampala, em janeiro de 1988, que matou o diplomata líbio Ayyad Abeid Matus. O grupo alegou lutar contra o comunismo e a influência da Líbia em Uganda. Em dezembro daquele ano, o líder do UFA, o capitão Charles Barau, ameaçou que suas forças tentariam matar todos os líbios em Uganda caso não deixassem o país em 30 dias. O UFA foi posteriormente identificado como ala militar da Aliança Democrática Nacional de Uganda (Uganda National Democratic Alliance, UNDA), embora esta última tenha sido fundada sob a liderança de Sam Luwero em 1989. A UNDA travou uma insurgência no centro de Uganda.  Além disso, uma facção do Tablighi Jamaat, um movimento missionário islâmico sunita, tornou-se cada vez mais radical e militante. Os membros do Tablighi Jamaat liderados por Jamil Mukulu invadiram duas vezes a Mesquita Velha Kampala em 1991, tentando tomar os escritórios do Supremo Conselho Muçulmano Ugandense (Ugandan Muslim Supreme Council, UMSC). Quatro policiais foram mortos no segundo ataque, resultando em prisões em massa de membros do Tablighi Jamaat. 

### Conflito fronteiriço queniano-ugandense e insurgência do NOM

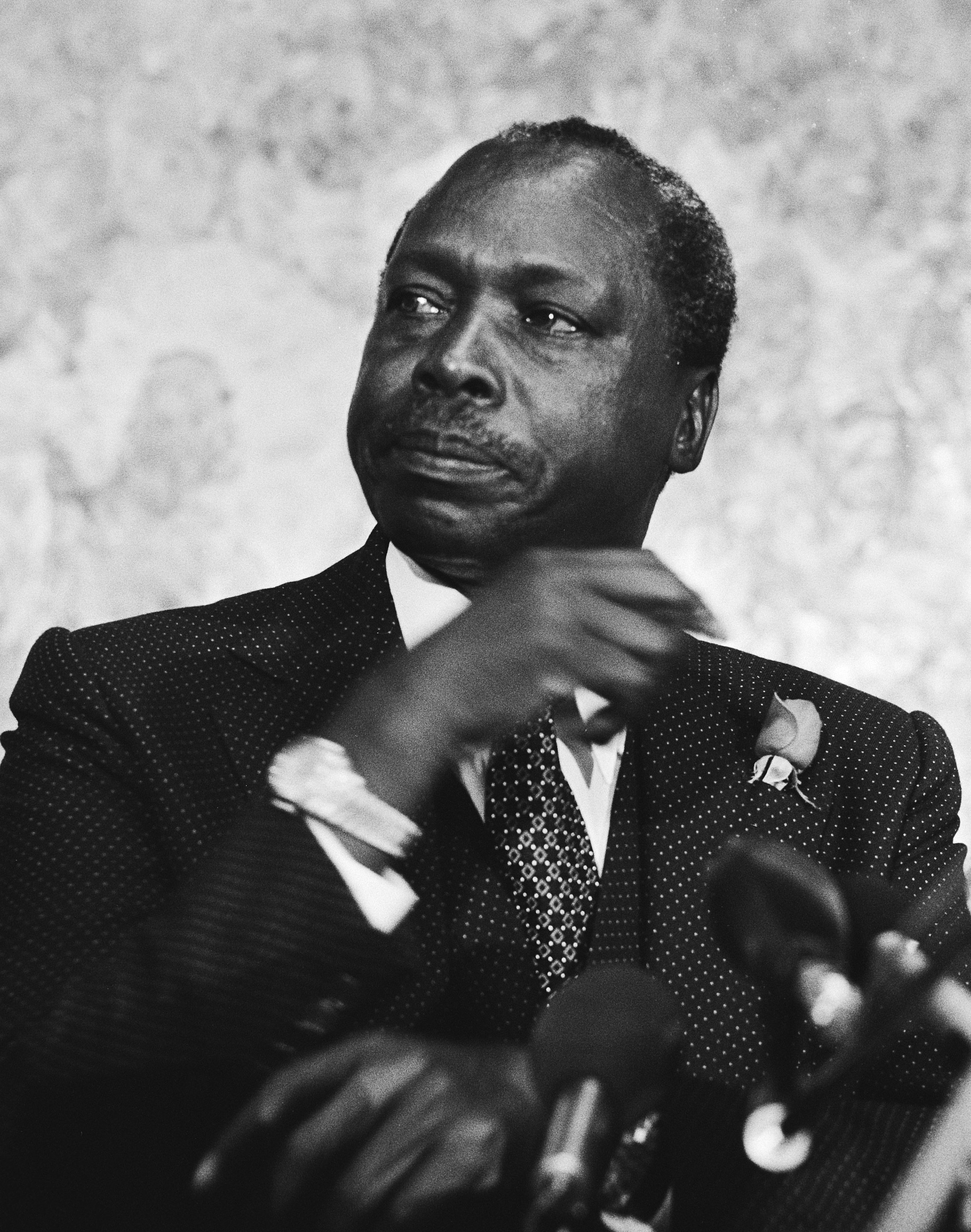
O governo de Uganda acusou o Quênia sob o presidente Daniel arap Moi (foto em 1979) de apoiar os rebeldes ugandenses.

A região da fronteira oriental foi outra área afetada por insurgências. Depois que o NRM tomou o poder  em Uganda, as relações com o Quênia pioraram devido à desconfiança do presidente queniano Moi em Museveni. Ele suspeitava que o NRM, de tendência esquerdista, poderia estar apoiando o Movimento Mwakenya, uma força insurgente socialista do Quênia. Era sabido que o NRM permitia que os combatentes Mwakenya se deslocassem livremente por Uganda. O Quênia começou a financiar e armar os insurgentes do UPA.  Em outubro de 1987, as tensões escalaram para um confronto entre o NRA e o Exército do Quênia na cidade fronteiriça de Busia. Em resposta, Museveni acusou publicamente o Quênia de apoiar rebeldes anti-NRM. Ele enviou tropas para a fronteira, oficialmente para impedir que os guerrilheiros entrassem em Uganda; Moi respondeu declarando que qualquer tentativa do NRA de violar a fronteira com o Quênia seria respondida através da força. O Kenya Times, jornal considerado próximo de Moi, acusou o NRM de apoiar rebeldes quenianos, espionagem, sequestro de quenianos e abigeato. Em 15 de dezembro de 1987, pelo menos 26 soldados do NRA foram mortos durante uma incursão no Quênia, fazendo com que as tensões quase se transformassem em uma guerra aberta. Embora a situação tenha sido amenizada como resultado das negociações organizadas por Mengistu Haile Mariam da Etiópia e Ali Hassan Mwinyi da Tanzânia, as tensões continuaram.
O "Ninth of October Movement" (NOM), liderado por Dan Opito, surgiu por volta de 1988.  Em fevereiro de 1989, o NOM começou a lançar ataques no leste e no nordeste de Uganda a partir do solo queniano; confrontando com o NRA em Usuku. O grupo era suspeito de vínculos com o ex-presidente Milton Obote. Em março de 1989, a força aérea ugandense bombardeou a cidade queniana de Lokichogio. Embora a guerra tenha sido evitada mais uma vez, as relações entre Uganda e Quênia não foram normalizadas até uma reunião entre Moi e Museveni em agosto de 1990. Apesar disso, o NOM continuou sua insurgência na fronteira.

### Declínio do UPDA e do UPA, ascensão de Joseph Kony
Enquanto o HSM avançava para o sudeste, o UPDA continuava suas operações em Acholiland. Enfraquecido pelos combates entre rebeldes e pelas operações de contra-insurgência cada vez mais eficazes do NRA, o UPDA declinou substancialmente a partir do final de 1987. O governo do NRM ofereceu anistias aos rebeldes, enquanto transferia à força 33.000 civis da zona rural para campos ao redor de Gulu. Como resultado, o UPDA teve dificuldade para repor seus números, enquanto muitos de seus combatentes se renderam ao governo.  Em novembro de 1987, o UPDA se aliou à facção de Kony para lançar uma ofensiva para capturar a cidade de Gulu. No entanto, disputas eclodiram e Kony traiu seus aliados, atacando seu quartel-general em Pawel Owor enquanto o UPDA preparava sua investida. O UPDA foi consequentemente forçado a abandonar seus planos ofensivos.  Em janeiro de 1988, Kony atacou com sucesso a 115.ª Brigada do UPDA e convenceu muitos de seus soldados, incluindo o capitão Mark Lapyem, a se juntarem ao seu movimento.  A partir de março de 1988, o comando militar do UPDA concordou em conversar com representantes do NRM, liderados por Salim Saleh. A liderança política dos rebeldes foi excluída das negociações. Em 3 de junho de 1988, o UPDA e o governo assinaram um acordo de paz que resultou na integração de soldados e oficiais do UPDA para o NRA.  Como resultado, 10.000 militantes do UPDA supostamente depuseram suas armas. 
Em contraste, o combate em Teso continuou à medida que ambos os lados se tornaram mais implacáveis, usando tortura, estupro e assassinato para intimidar civis. Atrocidades tornaram-se comuns, nomeadamente quando o 106.º Batalhão do NRA prendeu 120 supostos apoiadores do UPA em um vagão ferroviário em Okungolo, deixando 69 para morrer de sede e calor em um dia. O NRA começou a realocar 120.000 aldeões em campos para privar os insurgentes de apoio; esses campos estavam em péssimo estado de manutenção, resultando na propagação de doenças e grandes perdas de civis. Apesar de tudo, essas táticas conseguiram enfraquecer gradualmente o UPA. Em 1991, a maioria dos combatentes do UPA aceitaram as ofertas de anistia do governo e se renderam, embora alguns grupos continuassem a lutar. 
Enquanto isso, os remanescentes do HSM e as outras facções espiritualistas estavam se reconsolidando. Muitos ex-seguidores de Auma ainda acreditavam em "Lakwena". Vários se uniram aos movimentos de Ojuk e Kony, aumentando consideravelmente sua força militar.  Outros se voltaram para o pai da profetisa Severino Lukoya, que declarou que continuaria a missão da filha, assumindo o controle do centro do HSM em Opit. Como o suporte médico em Kitgum havia colapsado completamente, Lukoya enfatizou a cura em vez da guerra, e reuniu cerca de 2.000 apoiadores.  Ao contrário de sua filha, colocou mais foco nas ideias escatológicas e no Juízo Final, acreditando que o tempo do "Novo Mundo" de Deus estava se aproximando. Seu movimento também foi menos centralizado. Apesar dessas diferenças, Lukoya deu grande importância em se retratar como o sucessor de Auma, o que incluiu o apoio dos mesmos comandantes espirituais, a maioria dos quais reapareceu em seu movimento. Houve algumas exceções, já que o espírito chinês / norte-coreano "Ching Po" teria se recusado a se juntar a ele. Lukoya também recrutou novos espíritos, a maioria dos quais eram indivíduos importantes para os acholi ou para o HSM que haviam morrido nos últimos anos, como o fantasma do comandante-chefe do UNLA, David Oyite-Ojok. A facção de Lukoya continuou a usar o nome de "Movimento do Espírito Santo", mas também era conhecida como "Exército do Senhor". 
No início de março de 1988, as forças armadas de Lukoya tentaram repetidamente capturar Kitgum, mas falharam e supostamente perderam 433 combatentes.  Em contraste, o exército de Kony teve sua primeira grande vitória quando aniquilou uma posição do NRA em Bibia em abril daquele ano.  Kony também começou a sequestrar civis para resgate e para reconstituir suas forças.  No decorrer do início e meados de 1988, Kony tentou unificar os grupos espiritualistas dentro de um "Exército do Senhor"; convencendo o UUGM de Otunu Lukonyomoi e o HSM de Philip Ojuk a se juntarem a ele. Lukonyomoi ocasionalmente entrou em confronto com Kony sobre o tratamento que seu grupo dispensava aos civis, levando a algumas tensões dentro do movimento.  Em maio, sua força foi fortalecida por 39 quadros do UPDA que discordaram da decisão de seu grupo de se render ao governo.  A maioria das fontes afirmam que este grupo, liderado pelo ex-líder do UPDA Odong Latek, se juntou ao exército de Kony voluntariamente. No entanto, um ex-confidente de Kony posteriormente argumentou que Latek e seus homens foram detidos e basicamente conscritos por Kony.  De qualquer forma, os veteranos do UPDA provaram ser cruciais para transformar a força de Kony em um grupo rebelde mais profissional.  Consequentemente, começou a recorrer mais a táticas de guerrilha adequadas e sequestros em vez de ataques em massa anteriores. Apesar de tudo, Kony continuou a acreditar que o apocalipse era iminente; desta forma, racionalizou que suas forças deveriam forçar os civis a participar do seu movimento a fim de salvá-los para o "Novo Mundo".  Os espíritos também continuaram a desempenhar um papel importante em seu grupo e ele até permitiu que outros médiuns espíritas se juntassem a sua força. No entanto, os espíritos de sua força eram mais frequentemente figuras cristãs da Bíblia do que as do antigo HSM; Kony em geral tornar-se-ia cada vez mais contrário aos elementos pagãos e enfatizava a natureza cristã de sua rebelião.
Em agosto de 1988, Lukoya decidiu difundir seu movimento no distrito de Gulu, que Kony considerava seu território. Este último, consequentemente enviou seus combatentes para prender Lukoya, declarou o fim do domínio dos "Lakwenas" e destruiu o altar de Lukoya.  Suas forças restantes se juntaram a Kony.  De outubro a dezembro de 1988 ocorreram alguns dos combates mais intensos durante a guerra. O NRA removeu à força cerca de 100.000 pessoas de Gulu e arredores; centenas foram executados sem o devido processo legal, casas foram incendiadas e bens pilhados.  Lukonyomoi foi morto em um ataque do NRA nessa época e, diante disso, vários rebeldes desertaram de Kony. Seu grupo ficou substancialmente enfraquecido por um tempo.  Embora o exército de Kony continuasse a combater, ajudado pelo "terreno quase impenetrável" do norte de Acholiland, os rebeldes foram isolados pelo NRA ao sul e pelos rebeldes hostis do SPLA no Sudão ao norte.  Em novembro de 1989, Odong Latek foi morto quando o NRA invadiu um acampamento rebelde em Pawic, no condado de Palabek, distrito de Lamwo. 

### Operação Norte e redução da atividade rebelde
Quando a Guerra do Golfo eclodiu em agosto de 1990, Kony considerou isso um sinal do apocalipse mundial iminente.  As forças de Kony aumentaram seus ataques, operando em pequenos grupos que aterrorizaram outras facções rebeldes e sequestraram um número crescente de crianças em idade escolar, estudantes, mulheres e homens. Esses civis foram recrutados como carregadores ou distribuídos como recompensas aos combatentes. Os combatentes de Kony também começaram a mutilar pessoas, cortando narizes e lábios dos suspeitos de apoiarem o governo.  Independentemente disso, o exército de Kony ainda gozava de apoio substancial ou pelo menos tolerância no distrito de Gulu, já que o grupo em sua maioria deixava em paz os civis que não cooperaram com o NRA. Por sua vez, muitas tropas governamentais se comportaram pior com os residentes locais do que as tropas de Kony, estuprando, assassinando e saqueando. 
O NRA respondeu à escalada da atividade de Kony intensificando sua campanha de contra-insurgência.  Lançou a "Operação Norte" (Operation North) para eliminar os insurgentes nortistas.  Liderada pelo general David Tinyefuza, o NRA isolou os distritos de Apac, Gulu, Lira e Kitgum no início de abril de 1991.  As tropas governistas então iniciaram operações de busca e destruição, enquanto estabeleciam milícias locais como forças de apoio. Essas tropas mal armadas ficaram conhecidas como "Arrow Boys".  O NRA operou impiedosamente, cometendo várias atrocidades contra a população. Independentemente disso, as operações combinadas entre NRA-Arrow Boys conseguiram enfraquecer consideravelmente os rebeldes, com o governo alegando que 3.000 dos combatentes de Kony foram "eliminados" em Kitgum em maio de 1991. Superconfiante, o NRA decidiu encerrar a Operação Norte em julho de 1991 e deixou os Arrow Boys para acabar com as tropas restantes de Kony. No entanto, sua força rebelde (renomeada para "Lord's Resistance Army" / LRA) mostrou-se ainda capaz de ações ofensivas; contra-atacou, devastando as comunidades pró-governo e efetivamente eliminando os Arrow Boys no início de 1992. Além disso, os rebeldes do SPLA estavam enfraquecidos desde o final de 1991, permitindo que o governo da Frente Islâmica Nacional do Sudão restaurasse parcialmente sua autoridade na área da fronteira entre o Sudão e Uganda. O governo sudanês, por conseguinte, começou a estabelecer contatos com o LRA. Kony mudou-se para Juba, no Sudão, enquanto o LRA adotava simbolicamente alguns elementos islâmicos. Consequentemente, foi prometido apoio militar do governo sudanês. 
No entanto, o LRA tinha sido enfraquecido o suficiente para abrir negociações com o governo. Como resultado, a atividade do LRA foi bastante reduzida entre 1992 e 1993. Em meados de 1993, restavam apenas cerca de 300 combatentes do LRA.  Enquanto isso, outras facções insurgentes também decresceram. O FOBA encerrou suas operações em 1990. Os membros do NALU começaram a se render em 1992 devido a perdas no campo de batalha. Em meados de 1993, o grupo desmoronou depois que agentes ugandeses mataram Bazira em Nairóbi.  O UPA foi considerado como derrotado em 1992, embora alguns redutos tenham permanecido ativos. Segundo consta, o NOM participou de "distúrbios" em Busia por volta de abril de 1991, mas por outro lado não foi muito ativo no início da década de 1990. O UNDA parou de combater em 1993.  Naquele ano, vários radicais do Tablighi Jamaat, incluindo Jamil Mukulu, foram libertados da prisão, organizando depois disso os Combatentes da Liberdade dos Muçulmanos de Uganda (Ugandan Muslim Freedom Fighters, UMFF) e iniciando uma insurgência em pequena escala em Buseruka, Uganda ocidental. 
Após um período de negociações, um acordo entre o governo e o LRA parecia possível. A Ministra para a Pacificação do Norte, Betty Oyella Bigombe, reuniu-se com Kony em janeiro de 1994. Essas negociações foram promissoras e um cessar-fogo foi acordado. No entanto, foram impopulares no NRM; como resultado, a próxima série de conversações terminaram sem nenhum progresso. Em 6 de fevereiro de 1994, o presidente Museveni interrompeu o processo de paz anunciando um ultimato para que o LRA se rendesse em seis dias. Consequentemente, os combates recomeçaram,  marcando o início de uma nova fase no conflito ugandense. 

## Resultado
Em 1994, o governo e os rebeldes ugandeses envolveram-se cada vez mais em conflitos no Zaire, no Sudão e no Ruanda. À medida que a guerra se propagava pelas fronteiras da África central, grupos rebeldes exploravam o caos para ganhar apoiadores internacionais e espalhar sua influência. Os rebeldes do oeste de Uganda cresceram consideravelmente em força a partir de 1994, quando o Sudão começou a apoiá-los.  Mais importante ainda, a rebelião do LRA se intensificou e expandiu em escopo mais uma vez.  Com o apoio sudanês, o LRA cresceu para mais de dois mil combatentes bem armados em março de 1994, permitindo-lhe invadir todo o norte de Uganda,  deslocando centenas de milhares.  O governo sudanês também criou novos grupos rebeldes e organizou a fusão de facções insurgentes; mais notavelmente, os remanescentes do NALU, do UMFF,  do Exército Muçulmano de Libertação de Uganda (Uganda Muslim Liberation Army, UMLA) e outros formaram as Forças Democráticas Aliadas (Allied Democratic Forces, ADF) que, consequentemente, travaram uma insurgência de décadas.  Com o auxílio sudanês, novas rebeliões eclodiram na região do Nilo Ocidental  que persistiram até o início da década de 2000.  Por sua vez, Uganda invadiu o Zaire e o Sudão como parte da Primeira Guerra do Congo e da Segunda Guerra Civil Sudanesa, parcialmente em uma tentativa de destruir as bases da retaguarda dos rebeldes ugandeses. 
Além do norte e do oeste, outras áreas de Uganda também foram afetadas por novas ou revividas insurgências. Por volta de 1995, o NOM e os redutos remanescentes do UPA também uniram forças, atacando alvos do governo em torno de Tororo e ao longo da fronteira com o Quênia. Em 1995, uma nova "Aliança Democrática Nacional de Uganda" (Uganda National Democratic Alliance, UNDA) foi organizada sob a liderança do ex-major Herbert Kikomeko Itongwa do NRA.
O governo de Uganda finalmente conseguiu pacificar a maior parte do país e levou as ADF e o LRA ao exílio. No entanto, ambos os grupos permanecem ativos no Congo, Sudão do Sul e República Centro-Africana. 

### Obras citadas
- Avirgan, Tony; Honey, Martha (1983). War in Uganda: The Legacy of Idi Amin. Dar es Salaam: Tanzania Publishing House. ISBN 978-9976-1-0056-3
- Behrend, Heike (2016) [1st pub. 1999]. Alice Lakwena and the Holy Spirits: War in Northern Uganda, 1985–97. Traduzido por Mitch Cohen. Athens, Ohio: Ohio University Press. ISBN 978-0-8214-4570-9
- Berger, Andrea (2015). Target Markets: North Korea's Military Customers. Abingdon: Royal United Services Institute. ISBN 978-1-138-65493-8
- Case concerning armed activities on the territory of Congo. Democratic Republic of the Congo v Uganda. Counter-Memorial submitted by the Republic of Uganda. Volume 1 (PDF). [S.l.]: International Court of Justice. 21 de Abril de 2001. Cópia arquivada (PDF) em 17 de Julho de 2017
- Candland, Tara; Finck, Adam; Ingram, Haroro J.; Poole, Laren; Vidino, Lorenzo; Weiss, Caleb (Março de 2021). «The Islamic State in Congo» (PDF). George Washington University
- Cooper, Tom; Fontanellaz, Adrien (2015). Wars and Insurgencies of Uganda 1971–1994. Solihull: Helion & Company Limited. ISBN 978-1-910294-55-0
- Day, Christopher R. (Julho de 2011). «The Fates of Rebels: Insurgencies in Uganda». Comparative Politics. 43 (4): 439–458. JSTOR 23040638
- Dolan, Chris (2009). Social Torture: The Case of Northern Uganda, 1986–2006. New York City: Berghahn Books. ISBN 978-1-84545-565-1
- Golooba-Mutebi, Frederick (Janeiro de 2008). «Collapse, War and Reconstruction in Uganda. An analytical narrative on state-making» (PDF). Makerere University Crisis States Working Papers Series (2). ISSN 1749-1800
- Lamwaka, Caroline (2016). The Raging Storm: A Reporter's Inside Account of the Northern Uganda War 1986–2005. Kampala: Fountain Publishers. ISBN 978-9970-25-221-3
- Leopold, Mark (2005). Inside West Nile. Violence, History & Representation on an African Frontier. Oxford: James Currey. ISBN 0-85255-941-0
- Lewis, Janet I. (2017). «How Does Ethnic Rebellion Start?» (PDF). Comparative Political Studies. 50 (10): 1420–1450. doi:10.1177/0010414016672235
- Jones, Ben (2009). Beyond the State in Rural Uganda. London: Edinburgh University Press. ISBN 978-0-7486-3518-4
- Prunier, Gérard (2009). Africa's World War : Congo, the Rwandan Genocide, and the Making of a Continental Catastrophe: Congo, the Rwandan Genocide, and the Making of a Continental Catastrophe. Oxford: Oxford University Press. ISBN 978-0-19-970583-2
- Rice, Andrew (2009). The Teeth May Smile But the Heart Does Not Forget: Murder and Memory in Uganda. New York City: Henry Holt and Company. ISBN 978-0-8050-7965-4
- Reid, Richard J. (2017). A History of Modern Uganda. Cambridge: Cambridge University Press. ISBN 978-1-107-06720-2

- Este artigo foi inicialmente traduzido, total ou parcialmente, do artigo da Wikipédia em inglês cujo título é «War in Uganda (1986–1994)».